# Espace urbain de Marmande
Cet article court présente un sujet plus développé dans : Espace urbain.
L’espace urbain de Marmande est un espace urbain centré sur la ville de Marmande. Par la population, c'est le 65e des 96 espaces urbains français en 1999, il comporte alors 17 communes.